# Tondo

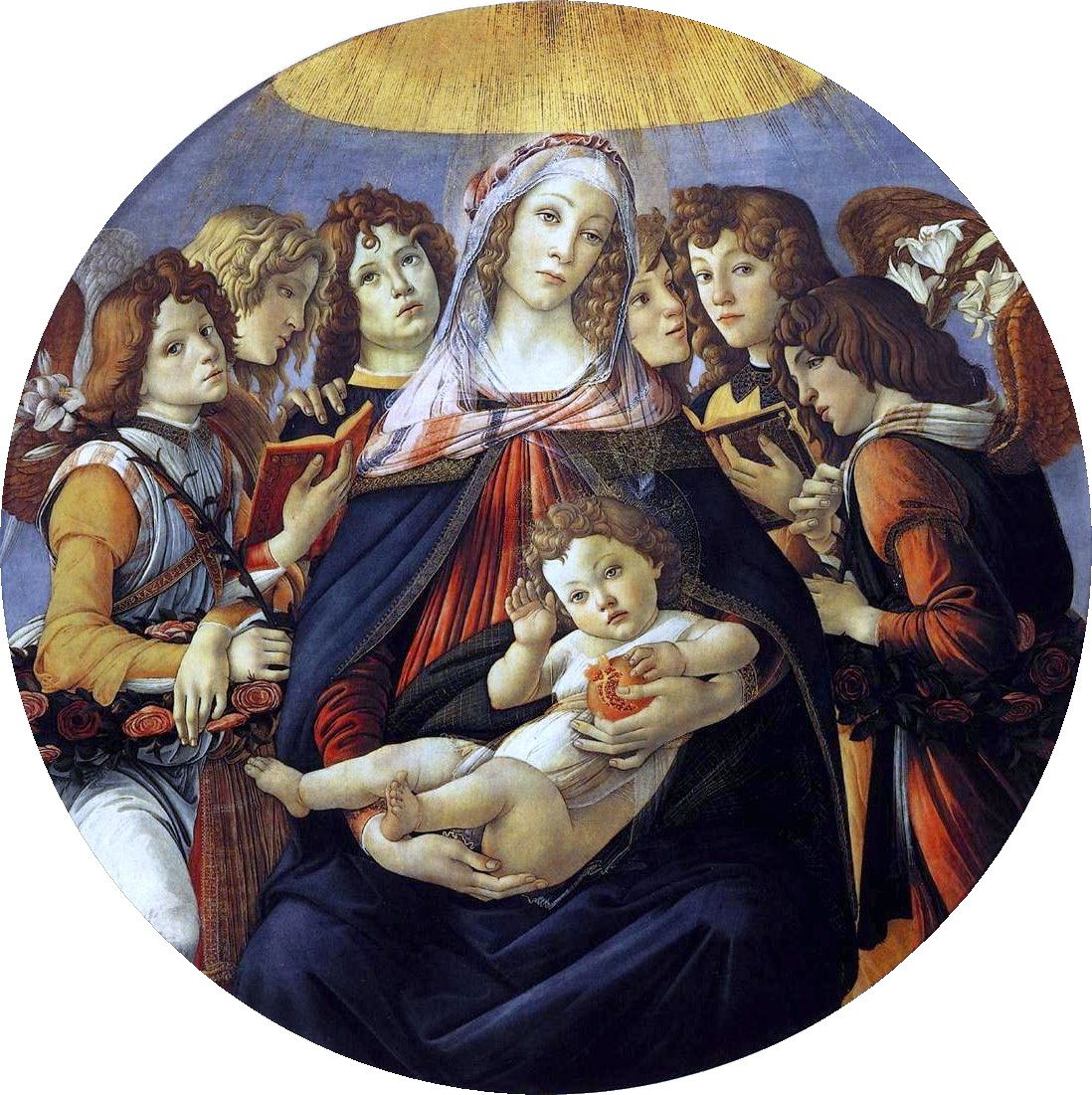
Madonna s granátovým jablkem. Malba ve formě tonda z roku 1487 od Sandra Botticelliho

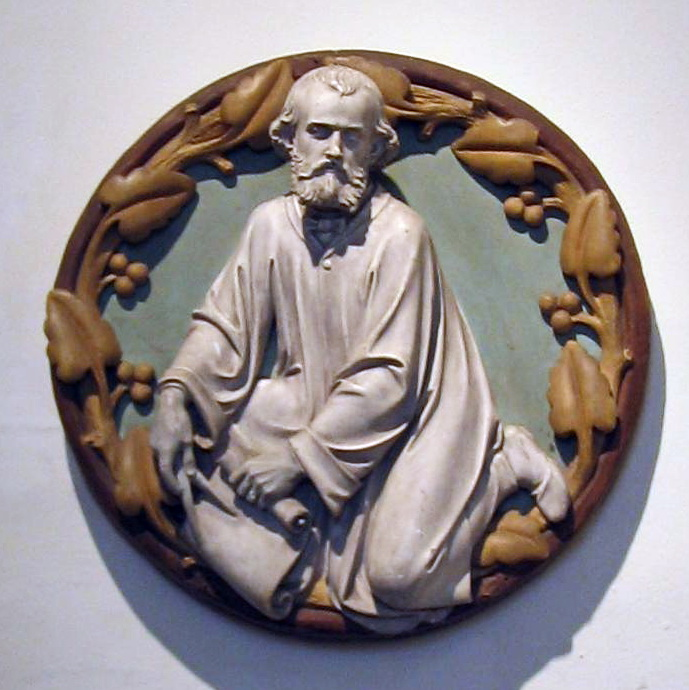
Podobizna nizozemského architekta P. J. H. Cuyperse (1827–1921), příklad plasticky ztvárněného tonda

Tondo je termín pro malbu nebo sochařské dílo (reliéf) kruhového tvaru, především z období antiky, renesance či klasicismu, popř. i jiných slohů. Svůj původ má v italském slově rotondo („kulatý“ – srovnej i rotunda). Ve starověkém Řecku byla tonda v souvislosti s rozvojem vázového malířství malována také na dna nádob, zejména na kyliky.
Svého největšího uplatnění tonda dosáhla v 15. století ve Florencii v tvorbě italských umělců Sandra Botticelliho, Michelangela Buonarrotiho a Raffaela Santiho.
Každé tondo obsahuje centrální motiv, většinou s jednou nebo více postavami. Jejich pozadí je nevýrazné a bez jakýchkoli dekorací.